# Klaus Ewerth
Klaus Ewerth (Angerburg (Kelet-Poroszország), ma Węgorzewo), 1907. március 28. – Atlanti-óceán, 1943. december 20.) második világháborús német tengeralattjáró-parancsnok volt. Négy szövetséges hajó elpusztítása fűződik a nevéhez.

## Pályafutása
Klaus Ewerth 1925-ben csatlakozott a birodalmi haditengerészethez. 1935. június 29-én ő lett a parancsnoka az első világháború után épített első német tengeralattjárónak, a IIA típusú U–1-nek. A hajó parancsnokságáról 1936. szeptember 30-án köszönt le, mert november 3-án átvette a VIIA típusú U–35-öt. December 5-én ismét váltott, mert december 16-án átvette az U–36-ot, amelyet csaknam két éven át irányított. 1938 novemberétől 1939 augusztusáig a mürwiki tengeralattjárós iskolán tanított.
Ewerth 1939. augusztus 1. és 1940. január 3. között az U–26 kapitánya volt. Két háborús őrjáratot tett, és a tengeren töltött 74 nap alatt négy hajót süllyesztett el, hármat – Alex van Opstal, Binnendijk, Elena R.– az általa telepített aknával. 1940 január és 1943 február között különböző pozíciókat töltött be a tengeralattjáró-főparancsnokságon (BdU).
1943. április 17-én Ewerth-et kinevezték az IXC búvárhajó, az U–850 kapitányának. Csaknem hét hónapnyi felkészülés után, november 18-án a búvárhajó kihajózott Kielből a Monszun csoport egységeként. Célja az Atlanti-óceán déli része volt, de nem jutott el oda, 33 nap hajózás után, 1943. december 20-án, Madeirától nyugatra egy TBF Avenger megsemmisítette. Ewerth és legénysége hősi halált halt.

## Összegzés
| Hajója | Parancsnoki szolgálata                  | Őrjáratok száma | Őrjáratok hossza (nap) | Eltalált hajók száma | Eltalált hajók vízkiszorítása (brt) |
| ------ | --------------------------------------- | --------------- | ---------------------- | -------------------- | ----------------------------------- |
| U–1    | 1935. június 29. – 1936. szeptember 30. | 0               | 0                      | 0                    | 0                                   |
| U–35   | 1936. november 3. – 1936. december 5.   | 0               | 0                      | 0                    | 0                                   |
| U–36   | 1936. december 16. – 1938. október 31.  | 0               | 0                      | 0                    | 0                                   |
| U–26   | 1939. augusztus – 1940. január 3.       | 2               | 74                     | 4                    | 21 699                              |
| U–850  | 1943. április 17. – 1943. december 20.  | 1               | 33                     | 0                    | 0                                   |
|        | Összesen                                | 3               | 107                    | 4                    | 21 699                              |

## Elsüllyesztett hajók
| Búvárhajó | Nap                  | Hajó            | Nemzetisége   | Vízkiszorítása (brt |
| --------- | -------------------- | --------------- | ------------- | ------------------- |
| U–26      | 1939. szeptember 15. | Alex van Opstal | Belgium       | 5965                |
| U–26      | 1939. október 7.     | Binnendijk      | Hollandia     | 6873                |
| U–26      | 1939. november 13.   | Loire           | Franciaország | 4285                |
| U–26      | 1939. november 22.   | Elene R.        | Görögország   | 4576                |